# Wrath Passion
Wrath Passion är en norsk black metal-grupp från Lofoten bildad 2007 av Daniel Markussen. 
Debutalbumet Careful Saint gavs ut 15 januari 2008 av Infest Records. De senaste skivan A Visit In Hell gavs ut av Record Union 2009. "Wrath Passion" är ett anagram för "Worship Satan".
Låten "Black Hole" är med i soundtracket till filmen "The Black Room".

## Medlemmar
Nuvarande medlemmar
- Daniel (Daniel Markussen) – alla instrument (2007– )
- Anton van Niekerk – sång (2009– )

Tidigare medlemmar
- Orv von Draugsang (Roger Nilsen) – sång (2008–2009)
- Mortem (Per Helge Nerberg) – sång (2007)

## Diskografi
Studioalbum
- Careful Saint – 2008
- A Visit in Hell –  2009

Samlingsalbum (div. artister)
- Voices From the Underground Volume One – 2008
- Lapdance For The Devil – 2010

Annat
- Kvlt666 Dominion - The Second Storming! (delad album: Northdark / Prayer of the Dying / Black Abyss / Frozenpath / Wrath Passion / Ayni) – 2009